# Třanovice
Třanovice es una localidad del distrito de Frýdek-Místek en la región de Moravia-Silesia, República Checa, tiene una población de aproximadamente 1100 habitantes, una parte significativa de los cuales son polacos.
Se encuentra ubicada en el extremo este de la región y del país, a poca distancia al este del nacimiento del río Óder, y cerca de la frontera con Polonia, Eslovaquia y la región de Zlín.